# Головач (село)
Головач (укр. Головач) — село,
Заворсклянский сельский совет,
Полтавский район,
Полтавская область,
Украина.
Код КОАТУУ — 5324081003. Население по переписи 2001 года составляло 850 человек.

## Географическое положение
Село Головач находится на левом берегу реки Ворскла,
выше по течению примыкает село Лукищина,
ниже по течению на расстоянии в 2,5 км расположено село Писаревка (Новосанжарский район),
на противоположном берегу — село Буланово.
Река в этом месте извилистая, образует лиманы, старицы и заболоченные озёра.
Село окружено лесным массивом (сосна).
Рядом проходит железная дорога, станция Головач в 1,5 км.

## Экономика
- Общетерапевтический санаторий «Волошка».
- Полтавский областной детский оздоровительный центр «Маяк».

## Объекты социальной сферы
- Школа.
- Клуб.